# Nick Nack
Nick Nack (aka Toy) é um personagem do filme 007 contra o Homem com a Pistola de Ouro, nono filme da franquia cinematográfica de James Bond. Foi interpretado nas telas pelo ator francês Hervé Villechaize.

## Características
Com apenas 1,19 m de altura, Nick Nack serve como assistente pessoal,  cozinheiro, mordomo, garçom e capanga de Francisco Scaramanga, o vilão do filme. Apesar de leal ao patrão, tem como costume contratar matadores para assassinar Scaramanga, de maneira que, por acordo, ele possa herdar sua fortuna e propriedades. Scaramanga sabe mas tolera e concorda, pois usa os matadores contratados para treinar sua habilidade como assassino, matando todos eles.

## No filme
Nick Nack aparece logo na abertura do filme, quando serve champagne a Scaramanga e sua amante Andrea Anders na luxuosa 'villa' onde vivem na costa da China. Um dos assassinos contratados por ele para desafiar o patrão é morto por Scaramanga nas cenas seguintes. O pequeno capanga trambém é o responsável por roubar de um cientista o Solex, a aparelho recém-inventado de captação de energia solar e entregá-lo à Scaramanga. Ele tenta matar Bond quando o agente é dominado após invadir a fortaleza de Hai Fat mas é impedido pelo capanga contratante de Scaramanga quando vai enfiar um tridente no peito de espião desacordado.
Nas cenas finais, após Bond explodir todo o complexo do assassino e matar Scaramanga, como vingança por haver perdido as propriedades do patrão, agora destruídas, Nick Nack tenta matar Bond e sua aliada, a agente do MI-6 Mary Goodnight, no junco em que eles deixam a praia, mas facilmente dominado por 007, acaba preso numa pequena gaiola de madeira pendurada no alto do mastro do barco, para ser entregue às autoridades britânicas.

## Repercussão
Considerado um dos vilões clássicos da franquia de 007, o personagem serviu de inspiração para a criação de Mini-Me, um anão gênio do mal da paródia cinematográfica Austin Powers, décadas depois. Um dos capangas dos filmes de 007 com mais empatia popular, a fama adquirida fez com que o ator-anão Hervé Villechaize viesse anos depois a se tornar uma estrela mundial, co-estrelando ao lado de Ricardo Montalban a série de televisão A Ilha da Fantasia, como Tatoo, que teve quase uma década de sucesso em todo mundo.